# Heeslingen
Heeslingen település Németországban, azon belül Alsó-Szászország tartományban. Lakosainak száma 4932 fő (2023. december 31.).

## Népesség
A település népességének változása:
| Lakosok száma | 4811 | 4780 | 4812 | 4887 | 4896 | 4932 |
|               | 2016 | 2017 | 2019 | 2021 | 2022 | 2023 |